# ايوان روبرتس
ايوان روبرتس (بالإنجليزية: Ewan Roberts) هو ممثل بريطاني (وحمل سابقاً جنسية المملكة المتحدة لبريطانيا العظمى وأيرلندا)، ولد في 29 أبريل 1914 في المملكة المتحدة، وتوفي في 10 يناير 1983 بلندن في المملكة المتحدة.

## وصلات خارجية
- ايوان روبرتس على موقع IMDb (الإنجليزية)
- ايوان روبرتس على موقع ألو سيني (الفرنسية)
- ايوان روبرتس على موقع أول موفي (الإنجليزية)
- ايوان روبرتس على موقع قاعدة بيانات الأفلام السويدية (السويدية)
- ايوان روبرتس على موقع قاعدة بيانات الفيلم (الإنجليزية)
- ايوان روبرتس على موقع كينوبويسك (الروسية)